# Ewa Bar-Ze’ew
Ewa Bar-Ze’ew, z domu Szper (hebr. אווה בר-זאב; ur. 1948 w Bydgoszczy, zm. 16 czerwca 2008 w Tel Awiwie) – izraelska działaczka społeczno-kulturalna urodzona w  Polsce, założycielka i wieloletnia prezes Organizacji Izraelskich Żydów z Zamościa.
Urodziła się w Bydgoszczy w rodzinie żydowskiej, pochodzącej z Zamościa. W 1956 wraz z rodzicami wyjechała do Izraela. Tam poświęciła się tworzeniu ziomkostwa Żydów zamojskich i utworzyła Organizację Izraelskich Żydów z Zamościa, której była prezeską. Działała na rzecz renowacji synagogi w Zamościu. Zmarła w Tel Awiwie, gdzie została pochowana.